# مريم عبد العليم
مريم عبد العليم (28 ديسمبر 1930 - 26 أبريل 2010)، فنانة مصرية ومدرسة للفن، تخصصت في التصميم المطبوع.
نالت البكالوريوس من كلية الفنون الجميلة بجامعة حلوان عام 1954، ثم نالت الماجيستير عن نفس المجال في تصميم الجرافيك من جامعة جنوب كاليفورنيا عام 1957. منذ 1958، بدأت عبد العليم في تدريس الطباعة الفنية بكلية الفنون الجميلة بجامعة الإسكندرية. عام 1968، أصبحت أستاذ مساعد، والمشرفة على قسم الطباعة الفنية. صارت عبد العليم أستاذة متفرغة في عام 1957، ورأست قسم التصميم منذ عام 1985 حتى 1990. نالت درجة الدكتوراة في تاريخ الفن عن جامعة حلوان بالقاهرة. أقامت عبد العليم العديد من المعارض حول العالم، واستعراضات في العديد من الدول، كالولايات المتحدة، لبنان، مصر، ألمانيا، إيطاليا، والنرويج.

## جوائز مرموقة
- مهرجان النرويج (1954).
- الوسام الوطني للفنون والعلوم من الدرجة الأولى من مصر (1974).
- العام الدولي للمرأة من مصر وإيطاليا (1975).
- الجائزة الأولى في مهرجان النرويج (1984).

## معارض مختارة
- مهرجان النرويج (1954).
- فينيس بينالي (1964)، بفينيس، إيطاليا.
- المعرض الدولي لتصميم الجرافيك، شرق ألمانيا (1987).
- معرض فنلندا (1991).
- قوى التغيير: الفنانون من الوطن العربي، المتحف الوطني للنساء في الفن، واشنطن (1994).

## مزيد من المعلومات
- Jegede, Dele (2000) Contemporary African Art:: Five Artists, Diverse Trends. Indianapolis, Ind.: Indianapolis Museum of Art. pp. 57–66. رقم دولي معياري للكتاب 0-936260-74-2.
- Mariam Abdel Aleem, 1930-, Art & Artist files at the Warren M. Robbins Library, المتحف الوطني للفن الأفريقي